# Senatori dell'Oklahoma
L' Oklahoma è entrato a far parte degli Stati Uniti d'America a partire dal 16 novembre 1907. I Senatori dell'Oklahoma appartengono alle classi 2 e 3. Gli attuali senatori sono i repubblicani Markwayne Mullin e James Lankford.

## Elenco

### Classe 2
| N.                                      | Foto                                    | Senatore                                | Partito                                 | Carica                                  | Carica                                  | Congresso | Mandato                                                                            | Storia elettorale                                         |
| N.                                      | Foto                                    | Senatore                                | Partito                                 | Inizio                                  | Termine                                 | Congresso | Mandato                                                                            | Storia elettorale                                         |
| --------------------------------------- | --------------------------------------- | --------------------------------------- | --------------------------------------- | --------------------------------------- | --------------------------------------- | --------- | ---------------------------------------------------------------------------------- | --------------------------------------------------------- |
| Vacante                                 | Vacante                                 | Vacante                                 | Vacante                                 | 16 novembre 1907                        | 11 dicembre 1907                        | 60        | 1/2                                                                                | Elezione avvenuta dopo l'ingresso dello stato nell'unione |
|                                         |                                         | Robert L. Owen                          | Democratico                             | 11 dicembre 1907                        | 3 marzo 1925                            | 60        | 1/2                                                                                | Eletto nel 1907                                           |
| 1                                       | 61                                      | Robert L. Owen                          | Democratico                             | 11 dicembre 1907                        | 3 marzo 1925                            |           | 1/2                                                                                | Eletto nel 1907                                           |
| 1                                       | 62                                      | Robert L. Owen                          | Democratico                             | 11 dicembre 1907                        | 3 marzo 1925                            |           | 1/2                                                                                | Eletto nel 1907                                           |
| 1                                       | 63                                      | Robert L. Owen                          | Democratico                             | 11 dicembre 1907                        | 3 marzo 1925                            | 1         | Rieletto nel 1913                                                                  |                                                           |
| 1                                       | 64                                      | Robert L. Owen                          | Democratico                             | 11 dicembre 1907                        | 3 marzo 1925                            | 1         | Rieletto nel 1913                                                                  |                                                           |
| 1                                       | 65                                      | Robert L. Owen                          | Democratico                             | 11 dicembre 1907                        | 3 marzo 1925                            | 1         | Rieletto nel 1913                                                                  |                                                           |
| 1                                       | 66                                      | Robert L. Owen                          | Democratico                             | 11 dicembre 1907                        | 3 marzo 1925                            | 2         | Rieletto nel 1918 Ritiratosi                                                       |                                                           |
| 1                                       | 67                                      | Robert L. Owen                          | Democratico                             | 11 dicembre 1907                        | 3 marzo 1925                            | 2         | Rieletto nel 1918 Ritiratosi                                                       |                                                           |
| 1                                       | 68                                      | Robert L. Owen                          | Democratico                             | 11 dicembre 1907                        | 3 marzo 1925                            | 2         | Rieletto nel 1918 Ritiratosi                                                       |                                                           |
| 2                                       |                                         | William B. Pine                         | Repubblicano                            | 4 marzo 1925                            | 3 marzo 1931                            | 69        | 1                                                                                  | Eletto nel 1924 Ha perso la rielezione                    |
| 2                                       | 70                                      | William B. Pine                         | Repubblicano                            | 4 marzo 1925                            | 3 marzo 1931                            |           | 1                                                                                  | Eletto nel 1924 Ha perso la rielezione                    |
| 2                                       | 71                                      | William B. Pine                         | Repubblicano                            | 4 marzo 1925                            | 3 marzo 1931                            |           | 1                                                                                  | Eletto nel 1924 Ha perso la rielezione                    |
| 3                                       |                                         | Thomas Gore                             | Democratico                             | 4 marzo 1931                            | 3 gennaio 1937                          | 72        | 1                                                                                  | Eletto nel 1930 Ha perso la rinomina                      |
| 3                                       | 73                                      | Thomas Gore                             | Democratico                             | 4 marzo 1931                            | 3 gennaio 1937                          |           | 1                                                                                  | Eletto nel 1930 Ha perso la rinomina                      |
| 3                                       | 74                                      | Thomas Gore                             | Democratico                             | 4 marzo 1931                            | 3 gennaio 1937                          |           | 1                                                                                  | Eletto nel 1930 Ha perso la rinomina                      |
| 4                                       |                                         | Joshua B. Lee                           | Democratico                             | 3 gennaio 1937                          | 3 gennaio 1943                          | 75        | 1                                                                                  | Eletto nel 1936 Ha perso la rielezione                    |
| 4                                       | 76                                      | Joshua B. Lee                           | Democratico                             | 3 gennaio 1937                          | 3 gennaio 1943                          |           | 1                                                                                  | Eletto nel 1936 Ha perso la rielezione                    |
| 4                                       | 77                                      | Joshua B. Lee                           | Democratico                             | 3 gennaio 1937                          | 3 gennaio 1943                          |           | 1                                                                                  | Eletto nel 1936 Ha perso la rielezione                    |
| 5                                       |                                         | Edward H. Moore                         | Repubblicano                            | 3 gennaio 1943                          | 3 gennaio 1949                          | 78        | 1                                                                                  | Eletto nel 1942 Ritiratosi                                |
| 5                                       | 79                                      | Edward H. Moore                         | Repubblicano                            | 3 gennaio 1943                          | 3 gennaio 1949                          |           | 1                                                                                  | Eletto nel 1942 Ritiratosi                                |
| 5                                       | 80                                      | Edward H. Moore                         | Repubblicano                            | 3 gennaio 1943                          | 3 gennaio 1949                          |           | 1                                                                                  | Eletto nel 1942 Ritiratosi                                |
| 6                                       |                                         | Robert S. Kerr                          | Democratico                             | 3 gennaio 1949                          | 1 gennaio 1963                          | 81        | 1                                                                                  | Eletto nel 1948                                           |
| 6                                       | 82                                      | Robert S. Kerr                          | Democratico                             | 3 gennaio 1949                          | 1 gennaio 1963                          |           | 1                                                                                  | Eletto nel 1948                                           |
| 6                                       | 83                                      | Robert S. Kerr                          | Democratico                             | 3 gennaio 1949                          | 1 gennaio 1963                          |           | 1                                                                                  | Eletto nel 1948                                           |
| 6                                       | 84                                      | Robert S. Kerr                          | Democratico                             | 3 gennaio 1949                          | 1 gennaio 1963                          | 2         | Rieletto nel 1954                                                                  |                                                           |
| 6                                       | 85                                      | Robert S. Kerr                          | Democratico                             | 3 gennaio 1949                          | 1 gennaio 1963                          | 2         | Rieletto nel 1954                                                                  |                                                           |
| 6                                       | 86                                      | Robert S. Kerr                          | Democratico                             | 3 gennaio 1949                          | 1 gennaio 1963                          | 2         | Rieletto nel 1954                                                                  |                                                           |
| 6                                       | 87                                      | Robert S. Kerr                          | Democratico                             | 3 gennaio 1949                          | 1 gennaio 1963                          | 1/2       | Rieletto nel 1960 Deceduto                                                         |                                                           |
| 6                                       | 88                                      | Robert S. Kerr                          | Democratico                             | 3 gennaio 1949                          | 1 gennaio 1963                          | 1/2       | Rieletto nel 1960 Deceduto                                                         |                                                           |
| Vacante                                 | Vacante                                 | Vacante                                 | Vacante                                 | 1 gennaio 1963                          | 7 gennaio 1963                          | 1/2       |                                                                                    |                                                           |
| 7                                       |                                         | J. Howard Edmondson                     | Democratico                             | 7 gennaio 1963                          | 3 novembre 1964                         | 1/2       | Nominato per continuare il mandato Ha perso la nomina                              |                                                           |
|                                         |                                         | Fred R. Harris                          | Democratico                             | 3 novembre 1964                         | 3 gennaio 1973                          | 1/2       | Eletto per terminare il mandato                                                    |                                                           |
| 8                                       | 89                                      | Fred R. Harris                          | Democratico                             | 3 novembre 1964                         | 3 gennaio 1973                          | 1/2       | Eletto per terminare il mandato                                                    |                                                           |
| 8                                       | 90                                      | Fred R. Harris                          | Democratico                             | 3 novembre 1964                         | 3 gennaio 1973                          | 1         | Rieletto nel 1966 Ritiratosi                                                       |                                                           |
| 8                                       | 91                                      | Fred R. Harris                          | Democratico                             | 3 novembre 1964                         | 3 gennaio 1973                          | 1         | Rieletto nel 1966 Ritiratosi                                                       |                                                           |
| 8                                       | 92                                      | Fred R. Harris                          | Democratico                             | 3 novembre 1964                         | 3 gennaio 1973                          | 1         | Rieletto nel 1966 Ritiratosi                                                       |                                                           |
| 9                                       |                                         | Dewey F. Bartlett                       | Repubblicano                            | 3 gennaio 1973                          | 3 gennaio 1979                          | 93        | 1                                                                                  | Eletto nel 1972 Ritiratosi                                |
| 9                                       | 94                                      | Dewey F. Bartlett                       | Repubblicano                            | 3 gennaio 1973                          | 3 gennaio 1979                          |           | 1                                                                                  | Eletto nel 1972 Ritiratosi                                |
| 9                                       | 95                                      | Dewey F. Bartlett                       | Repubblicano                            | 3 gennaio 1973                          | 3 gennaio 1979                          |           | 1                                                                                  | Eletto nel 1972 Ritiratosi                                |
| 10                                      |                                         | David Boren                             | Democratico                             | 3 gennaio 1979                          | 15 novembre 1994                        | 96        | 1                                                                                  | Eletto nel 1978                                           |
| 10                                      | 97                                      | David Boren                             | Democratico                             | 3 gennaio 1979                          | 15 novembre 1994                        |           | 1                                                                                  | Eletto nel 1978                                           |
| 10                                      | 98                                      | David Boren                             | Democratico                             | 3 gennaio 1979                          | 15 novembre 1994                        |           | 1                                                                                  | Eletto nel 1978                                           |
| 10                                      | 99                                      | David Boren                             | Democratico                             | 3 gennaio 1979                          | 15 novembre 1994                        | 2         | Rieletto nel 1984                                                                  |                                                           |
| 10                                      | 100                                     | David Boren                             | Democratico                             | 3 gennaio 1979                          | 15 novembre 1994                        | 2         | Rieletto nel 1984                                                                  |                                                           |
| 10                                      | 101                                     | David Boren                             | Democratico                             | 3 gennaio 1979                          | 15 novembre 1994                        | 2         | Rieletto nel 1984                                                                  |                                                           |
| 10                                      | 102                                     | David Boren                             | Democratico                             | 3 gennaio 1979                          | 15 novembre 1994                        | 1/2       | Rieletto nel 1990 Dimessosi per diventare presidente dell'Università dell'Oklahoma |                                                           |
| 10                                      | 103                                     | David Boren                             | Democratico                             | 3 gennaio 1979                          | 15 novembre 1994                        | 1/2       | Rieletto nel 1990 Dimessosi per diventare presidente dell'Università dell'Oklahoma |                                                           |
| Vacante                                 | Vacante                                 | Vacante                                 | Vacante                                 | 15 novembre 1994                        | 17 novembre 1994                        | 1/2       |                                                                                    |                                                           |
|                                         |                                         | Jim Inhofe                              | Repubblicano                            | 17 novembre 1994                        | 3 gennaio 2023                          | 1/2       | Eletto per terminare il mandato                                                    |                                                           |
| 11                                      | 104                                     | Jim Inhofe                              | Repubblicano                            | 17 novembre 1994                        | 3 gennaio 2023                          | 1/2       | Eletto per terminare il mandato                                                    |                                                           |
| 11                                      | 105                                     | Jim Inhofe                              | Repubblicano                            | 17 novembre 1994                        | 3 gennaio 2023                          | 1         | Rieletto nel 1996                                                                  |                                                           |
| 11                                      | 106                                     | Jim Inhofe                              | Repubblicano                            | 17 novembre 1994                        | 3 gennaio 2023                          | 1         | Rieletto nel 1996                                                                  |                                                           |
| 11                                      | 107                                     | Jim Inhofe                              | Repubblicano                            | 17 novembre 1994                        | 3 gennaio 2023                          | 1         | Rieletto nel 1996                                                                  |                                                           |
| 11                                      | 108                                     | Jim Inhofe                              | Repubblicano                            | 17 novembre 1994                        | 3 gennaio 2023                          | 2         | Rieletto nel 2002                                                                  |                                                           |
| 11                                      | 109                                     | Jim Inhofe                              | Repubblicano                            | 17 novembre 1994                        | 3 gennaio 2023                          | 2         | Rieletto nel 2002                                                                  |                                                           |
| 11                                      | 110                                     | Jim Inhofe                              | Repubblicano                            | 17 novembre 1994                        | 3 gennaio 2023                          | 2         | Rieletto nel 2002                                                                  |                                                           |
| 11                                      | 111                                     | Jim Inhofe                              | Repubblicano                            | 17 novembre 1994                        | 3 gennaio 2023                          | 3         | Rieletto nel 2008                                                                  |                                                           |
| 11                                      | 112                                     | Jim Inhofe                              | Repubblicano                            | 17 novembre 1994                        | 3 gennaio 2023                          | 3         | Rieletto nel 2008                                                                  |                                                           |
| 11                                      | 113                                     | Jim Inhofe                              | Repubblicano                            | 17 novembre 1994                        | 3 gennaio 2023                          | 3         | Rieletto nel 2008                                                                  |                                                           |
| 11                                      | 114                                     | Jim Inhofe                              | Repubblicano                            | 17 novembre 1994                        | 3 gennaio 2023                          | 4         | Rieletto nel 2014                                                                  |                                                           |
| 11                                      | 115                                     | Jim Inhofe                              | Repubblicano                            | 17 novembre 1994                        | 3 gennaio 2023                          | 4         | Rieletto nel 2014                                                                  |                                                           |
| 11                                      | 116                                     | Jim Inhofe                              | Repubblicano                            | 17 novembre 1994                        | 3 gennaio 2023                          | 4         | Rieletto nel 2014                                                                  |                                                           |
| 11                                      | 117                                     | Jim Inhofe                              | Repubblicano                            | 17 novembre 1994                        | 3 gennaio 2023                          | 1/2       | Rieletto nel 2020 Ritiratosi anticipatamete                                        |                                                           |
| 12                                      |                                         | Markwayne Mullin                        | Repubblicano                            | 3 gennaio 2023                          | in carica                               | 1/2       | 118                                                                                | Eletto per terminare il mandato                           |
| 12                                      | 119                                     | Markwayne Mullin                        | Repubblicano                            | 3 gennaio 2023                          | in carica                               | 1/2       |                                                                                    | Eletto per terminare il mandato                           |
| Da determinarsi nelle elezioni del 2026 | Da determinarsi nelle elezioni del 2026 | Da determinarsi nelle elezioni del 2026 | Da determinarsi nelle elezioni del 2026 | Da determinarsi nelle elezioni del 2026 | Da determinarsi nelle elezioni del 2026 | 120       |                                                                                    |                                                           |
| Da determinarsi nelle elezioni del 2026 | Da determinarsi nelle elezioni del 2026 | Da determinarsi nelle elezioni del 2026 | Da determinarsi nelle elezioni del 2026 | Da determinarsi nelle elezioni del 2026 | Da determinarsi nelle elezioni del 2026 | 121       |                                                                                    |                                                           |
| Da determinarsi nelle elezioni del 2026 | Da determinarsi nelle elezioni del 2026 | Da determinarsi nelle elezioni del 2026 | Da determinarsi nelle elezioni del 2026 | Da determinarsi nelle elezioni del 2026 | Da determinarsi nelle elezioni del 2026 | 122       |                                                                                    |                                                           |

### Classe 3
| N.                                       | Foto                                     | Senatore                                 | Partito                                  | Carica                                   | Carica                                   | Congresso | Mandato                                  | Storia elettorale                                         |
| N.                                       | Foto                                     | Senatore                                 | Partito                                  | Inizio                                   | Termine                                  | Congresso | Mandato                                  | Storia elettorale                                         |
| ---------------------------------------- | ---------------------------------------- | ---------------------------------------- | ---------------------------------------- | ---------------------------------------- | ---------------------------------------- | --------- | ---------------------------------------- | --------------------------------------------------------- |
| Vacante                                  | Vacante                                  | Vacante                                  | Vacante                                  | 16 novembre 1907                         | 11 dicembre 1907                         | 60        | 1/2                                      | Elezione avvenuta dopo l'ingresso dello stato nell'unione |
| 1                                        |                                          | Thomas Gore                              | Democratico                              | 11 dicembre 1907                         | 4 marzo 1921                             | 60        | 1/2                                      | Eletto nel 1907                                           |
| 1                                        | 61                                       | Thomas Gore                              | Democratico                              | 11 dicembre 1907                         | 4 marzo 1921                             | 1         | Rieletto nel 1909                        |                                                           |
| 1                                        | 62                                       | Thomas Gore                              | Democratico                              | 11 dicembre 1907                         | 4 marzo 1921                             | 1         | Rieletto nel 1909                        |                                                           |
| 1                                        | 63                                       | Thomas Gore                              | Democratico                              | 11 dicembre 1907                         | 4 marzo 1921                             | 1         | Rieletto nel 1909                        |                                                           |
| 1                                        | 64                                       | Thomas Gore                              | Democratico                              | 11 dicembre 1907                         | 4 marzo 1921                             | 1         | Rieletto nel 1914 Ha perso la rinomina   |                                                           |
| 1                                        | 65                                       | Thomas Gore                              | Democratico                              | 11 dicembre 1907                         | 4 marzo 1921                             | 1         | Rieletto nel 1914 Ha perso la rinomina   |                                                           |
| 1                                        | 66                                       | Thomas Gore                              | Democratico                              | 11 dicembre 1907                         | 4 marzo 1921                             | 1         | Rieletto nel 1914 Ha perso la rinomina   |                                                           |
| 2                                        |                                          | John W. Harreld                          | Repubblicano                             | 4 marzo 1921                             | 3 marzo 1927                             | 67        | 1                                        | Eletto nel 1920 Ha perso la rielezione                    |
| 2                                        | 68                                       | John W. Harreld                          | Repubblicano                             | 4 marzo 1921                             | 3 marzo 1927                             |           | 1                                        | Eletto nel 1920 Ha perso la rielezione                    |
| 2                                        | 69                                       | John W. Harreld                          | Repubblicano                             | 4 marzo 1921                             | 3 marzo 1927                             |           | 1                                        | Eletto nel 1920 Ha perso la rielezione                    |
| 3                                        |                                          | Elmer Thomas                             | Democratico                              | 4 marzo 1927                             | 3 gennaio 1951                           | 70        | 1                                        | Eletto nel 126                                            |
| 3                                        | 71                                       | Elmer Thomas                             | Democratico                              | 4 marzo 1927                             | 3 gennaio 1951                           |           | 1                                        | Eletto nel 126                                            |
| 3                                        | 72                                       | Elmer Thomas                             | Democratico                              | 4 marzo 1927                             | 3 gennaio 1951                           |           | 1                                        | Eletto nel 126                                            |
| 3                                        | 73                                       | Elmer Thomas                             | Democratico                              | 4 marzo 1927                             | 3 gennaio 1951                           | 2         | Rieletto nel 1932                        |                                                           |
| 3                                        | 74                                       | Elmer Thomas                             | Democratico                              | 4 marzo 1927                             | 3 gennaio 1951                           | 2         | Rieletto nel 1932                        |                                                           |
| 3                                        | 75                                       | Elmer Thomas                             | Democratico                              | 4 marzo 1927                             | 3 gennaio 1951                           | 2         | Rieletto nel 1932                        |                                                           |
| 3                                        | 76                                       | Elmer Thomas                             | Democratico                              | 4 marzo 1927                             | 3 gennaio 1951                           | 3         | Rieletto nel 1938                        |                                                           |
| 3                                        | 77                                       | Elmer Thomas                             | Democratico                              | 4 marzo 1927                             | 3 gennaio 1951                           | 3         | Rieletto nel 1938                        |                                                           |
| 3                                        | 78                                       | Elmer Thomas                             | Democratico                              | 4 marzo 1927                             | 3 gennaio 1951                           | 3         | Rieletto nel 1938                        |                                                           |
| 3                                        | 79                                       | Elmer Thomas                             | Democratico                              | 4 marzo 1927                             | 3 gennaio 1951                           | 4         | Rieletto nel 1944 Ha perso la rinomina   |                                                           |
| 3                                        | 80                                       | Elmer Thomas                             | Democratico                              | 4 marzo 1927                             | 3 gennaio 1951                           | 4         | Rieletto nel 1944 Ha perso la rinomina   |                                                           |
| 3                                        | 81                                       | Elmer Thomas                             | Democratico                              | 4 marzo 1927                             | 3 gennaio 1951                           | 4         | Rieletto nel 1944 Ha perso la rinomina   |                                                           |
| 4                                        |                                          | A. S. Mike Monroney                      | Democratico                              | 3 gennaio 1951                           | 3 gennaio 1969                           | 82        | 1                                        | Eletto nel 1950                                           |
| 4                                        | 83                                       | A. S. Mike Monroney                      | Democratico                              | 3 gennaio 1951                           | 3 gennaio 1969                           |           | 1                                        | Eletto nel 1950                                           |
| 4                                        | 84                                       | A. S. Mike Monroney                      | Democratico                              | 3 gennaio 1951                           | 3 gennaio 1969                           |           | 1                                        | Eletto nel 1950                                           |
| 4                                        | 85                                       | A. S. Mike Monroney                      | Democratico                              | 3 gennaio 1951                           | 3 gennaio 1969                           | 2         | Rieletto nel 1956                        |                                                           |
| 4                                        | 86                                       | A. S. Mike Monroney                      | Democratico                              | 3 gennaio 1951                           | 3 gennaio 1969                           | 2         | Rieletto nel 1956                        |                                                           |
| 4                                        | 87                                       | A. S. Mike Monroney                      | Democratico                              | 3 gennaio 1951                           | 3 gennaio 1969                           | 2         | Rieletto nel 1956                        |                                                           |
| 4                                        | 88                                       | A. S. Mike Monroney                      | Democratico                              | 3 gennaio 1951                           | 3 gennaio 1969                           | 3         | Rieletto nel 1962 Ha perso la rielezione |                                                           |
| 4                                        | 89                                       | A. S. Mike Monroney                      | Democratico                              | 3 gennaio 1951                           | 3 gennaio 1969                           | 3         | Rieletto nel 1962 Ha perso la rielezione |                                                           |
| 4                                        | 90                                       | A. S. Mike Monroney                      | Democratico                              | 3 gennaio 1951                           | 3 gennaio 1969                           | 3         | Rieletto nel 1962 Ha perso la rielezione |                                                           |
| 5                                        |                                          | Henry Bellmon                            | Repubblicano                             | 3 gennaio 1969                           | 3 gennaio 1981                           | 91        | 1                                        | Eletto nel 1968                                           |
| 5                                        | 92                                       | Henry Bellmon                            | Repubblicano                             | 3 gennaio 1969                           | 3 gennaio 1981                           |           | 1                                        | Eletto nel 1968                                           |
| 5                                        | 93                                       | Henry Bellmon                            | Repubblicano                             | 3 gennaio 1969                           | 3 gennaio 1981                           |           | 1                                        | Eletto nel 1968                                           |
| 5                                        | 94                                       | Henry Bellmon                            | Repubblicano                             | 3 gennaio 1969                           | 3 gennaio 1981                           | 2         | Rieletto nel 1974 Ritiratosi             |                                                           |
| 5                                        | 95                                       | Henry Bellmon                            | Repubblicano                             | 3 gennaio 1969                           | 3 gennaio 1981                           | 2         | Rieletto nel 1974 Ritiratosi             |                                                           |
| 5                                        | 96                                       | Henry Bellmon                            | Repubblicano                             | 3 gennaio 1969                           | 3 gennaio 1981                           | 2         | Rieletto nel 1974 Ritiratosi             |                                                           |
| 6                                        |                                          | Don Nickles                              | Repubblicano                             | 3 gennaio 1981                           | 3 gennaio 2005                           | 97        | 1                                        | Eletto nel 1980                                           |
| 6                                        | 98                                       | Don Nickles                              | Repubblicano                             | 3 gennaio 1981                           | 3 gennaio 2005                           |           | 1                                        | Eletto nel 1980                                           |
| 6                                        | 99                                       | Don Nickles                              | Repubblicano                             | 3 gennaio 1981                           | 3 gennaio 2005                           |           | 1                                        | Eletto nel 1980                                           |
| 6                                        | 100                                      | Don Nickles                              | Repubblicano                             | 3 gennaio 1981                           | 3 gennaio 2005                           | 2         | Rieletto nel 1986                        |                                                           |
| 6                                        | 101                                      | Don Nickles                              | Repubblicano                             | 3 gennaio 1981                           | 3 gennaio 2005                           | 2         | Rieletto nel 1986                        |                                                           |
| 6                                        | 102                                      | Don Nickles                              | Repubblicano                             | 3 gennaio 1981                           | 3 gennaio 2005                           | 2         | Rieletto nel 1986                        |                                                           |
| 6                                        | 103                                      | Don Nickles                              | Repubblicano                             | 3 gennaio 1981                           | 3 gennaio 2005                           | 3         | Rieletto nel 1992                        |                                                           |
| 6                                        | 104                                      | Don Nickles                              | Repubblicano                             | 3 gennaio 1981                           | 3 gennaio 2005                           | 3         | Rieletto nel 1992                        |                                                           |
| 6                                        | 105                                      | Don Nickles                              | Repubblicano                             | 3 gennaio 1981                           | 3 gennaio 2005                           | 3         | Rieletto nel 1992                        |                                                           |
| 6                                        | 106                                      | Don Nickles                              | Repubblicano                             | 3 gennaio 1981                           | 3 gennaio 2005                           | 4         | Rieletto nel 1998 Ritiratosi             |                                                           |
| 6                                        | 107                                      | Don Nickles                              | Repubblicano                             | 3 gennaio 1981                           | 3 gennaio 2005                           | 4         | Rieletto nel 1998 Ritiratosi             |                                                           |
| 6                                        | 108                                      | Don Nickles                              | Repubblicano                             | 3 gennaio 1981                           | 3 gennaio 2005                           | 4         | Rieletto nel 1998 Ritiratosi             |                                                           |
| 7                                        |                                          | Tom Coburn                               | Repubblicano                             | 3 gennaio 2005                           | 3 gennaio 2015                           | 109       | 1                                        | Eletto nel 2004                                           |
| 7                                        | 110                                      | Tom Coburn                               | Repubblicano                             | 3 gennaio 2005                           | 3 gennaio 2015                           |           | 1                                        | Eletto nel 2004                                           |
| 7                                        | 111                                      | Tom Coburn                               | Repubblicano                             | 3 gennaio 2005                           | 3 gennaio 2015                           |           | 1                                        | Eletto nel 2004                                           |
| 7                                        | 112                                      | Tom Coburn                               | Repubblicano                             | 3 gennaio 2005                           | 3 gennaio 2015                           | 1/2       | Rieletto nel 2010 Dimessosi              |                                                           |
| 7                                        | 113                                      | Tom Coburn                               | Repubblicano                             | 3 gennaio 2005                           | 3 gennaio 2015                           | 1/2       | Rieletto nel 2010 Dimessosi              |                                                           |
| 8                                        |                                          | James Lankford                           | Repubblicano                             | 3 gennaio 2015                           | In carica                                | 1/2       | 114                                      | Eletto per terminare il mandato                           |
| 8                                        | 115                                      | James Lankford                           | Repubblicano                             | 3 gennaio 2015                           | In carica                                | 1         | Rieletto nel 2016                        |                                                           |
| 8                                        | 116                                      | James Lankford                           | Repubblicano                             | 3 gennaio 2015                           | In carica                                | 1         | Rieletto nel 2016                        |                                                           |
| 8                                        | 117                                      | James Lankford                           | Repubblicano                             | 3 gennaio 2015                           | In carica                                | 1         | Rieletto nel 2016                        |                                                           |
| 8                                        | 118                                      | James Lankford                           | Repubblicano                             | 3 gennaio 2015                           | In carica                                | 2         | Rieletto nel 2022                        |                                                           |
| 8                                        | 119                                      | James Lankford                           | Repubblicano                             | 3 gennaio 2015                           | In carica                                | 2         | Rieletto nel 2022                        |                                                           |
| 8                                        | 120                                      | James Lankford                           | Repubblicano                             | 3 gennaio 2015                           | In carica                                | 2         | Rieletto nel 2022                        |                                                           |
| Da determinarsi con le elezioni del 2028 | Da determinarsi con le elezioni del 2028 | Da determinarsi con le elezioni del 2028 | Da determinarsi con le elezioni del 2028 | Da determinarsi con le elezioni del 2028 | Da determinarsi con le elezioni del 2028 | 121       |                                          |                                                           |
| Da determinarsi con le elezioni del 2028 | Da determinarsi con le elezioni del 2028 | Da determinarsi con le elezioni del 2028 | Da determinarsi con le elezioni del 2028 | Da determinarsi con le elezioni del 2028 | Da determinarsi con le elezioni del 2028 | 122       |                                          |                                                           |
| Da determinarsi con le elezioni del 2028 | Da determinarsi con le elezioni del 2028 | Da determinarsi con le elezioni del 2028 | Da determinarsi con le elezioni del 2028 | Da determinarsi con le elezioni del 2028 | Da determinarsi con le elezioni del 2028 | 123       |                                          |                                                           |